# 961

961(구백육십일)은 960보다 크고 962보다 작은 자연수다.

## 수학
- 합성수로, 그 약수는 1, 31, 961이다. 진약수의 합은 32이므로, 961은 부족수다.
- 31번째 제곱수(312)다. 앞의 제곱수는 900, 다음 제곱수는 1024다.
- {\displaystyle 961=313+317+331}
  - 연속하는 세 소수(素數)의 합으로 나타낼 수 있으며, 이 성질을 지닌 앞의 수는 941, 다음 수는 985다.
- {\displaystyle 961=181+191+193+197+199}
  - 연속하는 소수(素數) 5개의 합으로 나타낼 수 있으며 이 성질을 지닌 앞의 수는 941, 다음 수는 991이다.

## 과학
- NGC 961: 고래자리 방향에 있는 나선은하.

## 교통

### 항공
- 에티오피아 항공 961편 납치 추락 사건

### 철도
- 신칸센 961형 전동차

### 도로
- 유럽 고속도로 961호선: 그리스 트리폴리에서 기테요까지 이어지는 유럽 고속도로.
- 961번 홋카이도도(일본어판): 홋카이도 도코로군 사로마정 내를 관통하는 일본의 도도.

## 문화유산
- 대한민국의 보물 제961호: 묘법연화경 권4~7

## 방송
- 지니 TV의 미국 어린이 방송인 ZooMoo 채널 번호.

## 기타
- 연도: 961년, 기원전 961년
- ‘검은’이라는 뜻의 일본어 형용사 ‘쿠로이(黒い)’의 숫자 고로아와세.
  - 961 프로덕션: 《아이돌마스터》에 등장하는 가공의 예능 프로덕션.